# Mehano
Mehano — словенская компания, производящая традиционные и электронные игрушки, включая модели железнодорожных составов.
Основанная в 1952 г. как Mehanotehnika, под современным названием компания существует с 1990 г. После более чем полувековой деятельности, из-за проблем с ликвидностью в 2008 г. производство было остановлено на два года, но с 2010 г. компания вновь продолжила свою деятельность, выйдя на рынок с новой группой детских товаров.
Производство моделей железнодорожных вагонов и локомотивов стало важным этапом истории Mehano. Модельный ряд предполагал широкий выбор и включал столь различные модели как классический американский паровоз схемы «Кэмелбэк» (кабина машиниста располагалась сбоку в средней части котла) и современные высокоскоростные составы транспортной компании Thalys International. Каждый год Mehano представляла новую модель одного из современных скоростных составов.
Для американских железнодорожных компаний Mehano производила недорогие копии, однако на европейском рынке представлялись уже более качественные модели с аудиосистемой, светодиодной подсветкой и цифровым стандартом управления. Линейки Train Line и Hobby Line вобрали модели начального уровня для детей, в то время как в серии Prestige Line предлагались составы высокого уровня с электронным контролем и звуковым модулем.

## Масштабы железнодорожных моделей Mehano
Масштабы железнодорожных моделей Mehano отличаются вариативностью. В типоразмере H0 (масштаб 1:87) создавались макеты для классической двухрельсовой системы, однако отдельно были произведены и модели под трехрельсовую систему питания на переменном токе, сравнимые с теми, что поставляются немецким производителем Märklin.
Также модельный ряд Mehano представлен в типоразмере N (масштаб 1:160) и типоразмере TT (1:120). Рельсовый материал Mehano с высотой профиля 2,5 мм совместим с продукцией популярной марки Piko.
На европейском рынке компания Mehano стала успешно соперничать с такими компаниями как Piko, Märklin, Fleischmann, Roco и другими.

## Модели поездов Mehano
Ассортимент продукции Mehano включает:
- стартовые наборы
- железнодорожные вагоны
- локомотивы
- дополнительные аксессуары для создания ландшафта и железной дороги

Стартовые наборы, как правило, в комплекте содержат: локомотивы, вагоны, несколько метров железнодорожного полотна, готовый ландшафтный рельеф, блок управления и инструкцию пользователя.
(привести примеры популярных стартовых наборов)
Популярные стартовые наборы:
- Стартовый набор «Rio Bravo» (T732)
- Стартовый набор «Thalys» (T365)
- Стартовый набор «Royal Pacific» (T750)
- Стартовый набор «TGV POS» (T738)
- Стартовый набор «Euro Special» (T726)
- Стартовый набор «Cargo Train» (T113)
- Стартовый набор «Western train» (T109)
- Стартовый набор «Wrecker Crane» (T741)
- Стартовый набор «Royal Express» (T724)

Железнодорожные вагоны различного назначения, в том числе для перевозки всевозможных грузов:
- вагон-снегоочиститель
- вагон-рефрижератор
- вагон-кран
- железнодорожные подвижные платформы
- вагон-рудовоз
- вагон-цистерна
- платформа со съемным контейнером
- грузовой-бункерный вагон и т. д.

Разновидности локомотивов:
- паровоз
- тепловоз
- дизель-поезд
- электровоз (оснащен пантографом)
- электропоезд.

Для создания железной дороги по собственному проекту производителем Mehano предлагается целый ряд дополнительных аксессуаров, каждый из которых можно приобрети в отдельности:
- мост с опорами
- шлагбаум
- рельсы (прямые, радиальные)
- стрелки
- перекресток и т.д